# Драгана Димитријевић
Драгана Димитријевић (Владичин Хан, 28. јануар 1968) српски је доктор дидактичко-методичких наука, наставник разредне наставе и педагошки саветник у ОШ „Бранко Радичевић" Владичин Хан.

## Биографија
Завршила је Основну школу „Бранко Радичевић“ у Владичином Хану; Гимназију „Јован Скерлић“ у Владичином Хану,(1984); Педагошку академију „Иво Андрић“ у Врању 1988. године; Учитељски факултет у Врању, Универзитета у Нишу 1997. године; Одбранила магистарску тезу под називом Примена програмиране наставе у изучавању садржаја у настави Познавање друштва(2003); Докторску тезу под називом Апликативност методе сценске комуникације у настави Српског језика и књижевности, одбранила је 2016. године.
На месту наставника разредне наставе у ОШ "Бранко Радичевић", Владичин Хан од 1992. године.

## Пројекти
Сарадник у спровођењу теренског истраживања у програму вредновања огледа (анкетирање ученика и наставника, интервјуисање директора школа и анализа документације која се односи на огледне програме у школској 2011/12 и 2012/13, Завод за вредновање квалитета образовања и васпитања;
Провера предлога образовних стандарда за општеобразовне предмете у средњем образовању на подручју Србије, Спољни сарадник Педагошког друштва Србије у реализацији пилот тестирања Завода за вредновање квалитета образовања и васпитања (2012) Учествовала на пет стручних скупова

## Признања
- Захвалница „ Кнеза Лазара, општина Владичин Хан; 2014, 2015[тражи се извор]
- Захвалница „Свети Сава“ Општина Владичин Хан, 2009, 2010 2011, 2013[тражи се извор]
- Захвалница УДПО 2013,2014, УДПО 2015[тражи се извор]
- Захвалница „ Архимедес“ (девет) 2009-2017[тражи се извор]

## Радови
- Оцењивање из Српског језика и образовни стандарди[1]
- Примена методе сценске комуникације у поеми „Замислите“ Душана Радовића, Методичка пракса, 4, 2013;[2]
- Место и улога програмиране наставе у реформисаној школи, Зборник радова - Савремени токови у образовању наставника, „Свин“ Ниш, 2005.[3]
- Учење и настава[4]